# Convocazioni per il campionato europeo femminile di calcio 2017
Questa pagina elenca le giocatrici convocate per il campionato europeo femminile di calcio dei Paesi Bassi 2017. Ogni nazionale ha a disposizione una rosa di 23 atlete, tre delle quali devono ricoprire il ruolo di portiere. Come da regolamento, se una giocatrice risulta infortunata o impossibilitata causa malattia sufficientemente acuta da impedire la sua partecipazione al torneo prima della prima partita della sua squadra, può essere sostituita da un'altra giocatrice. L'elenco delle squadre deve essere pubblicato entro 10 giorni prima della partita di apertura del torneo.

## Gruppo A

### Belgio
La rosa definitiva delle atlete convocate per l'Europeo venne annunciata il 25 giugno 2017.
Selezionatore: Ives Serneels
| N. | Pos. | Giocatore              | Data nascita (età)         | Pres. | Reti | Squadra        |
| -- | ---- | ---------------------- | -------------------------- | ----- | ---- | -------------- |
| 1  | P    | Justien Odeurs         | 13 maggio 1997 (20 anni)   | 19    | 0    | Jena           |
| 2  | D    | Davina Philtjens       | 26 febbraio 1989 (28 anni) | 54    | 7    | Ajax           |
| 3  | D    | Heleen Jaques          | 20 aprile 1988 (29 anni)   | 75    | 1    | Anderlecht     |
| 4  | D    | Maud Coutereels        | 21 maggio 1986 (31 anni)   | 66    | 9    | Lilla          |
| 5  | D    | Lorca Van De Putte     | 3 aprile 1988 (29 anni)    | 53    | 2    | Kristianstad   |
| 6  | C    | Tine De Caigny         | 9 giugno 1997 (20 anni)    | 27    | 7    | Anderlecht     |
| 7  | C    | Elke Van Gorp          | 12 maggio 1995 (22 anni)   | 18    | 6    | Gent           |
| 8  | C    | Lenie Onzia            | 30 maggio 1989 (28 anni)   | 31    | 4    | Twente         |
| 9  | A    | Tessa Wullaert         | 19 marzo 1993 (24 anni)    | 56    | 31   | Wolfsburg      |
| 10 | A    | Aline Zeler (capitano) | 2 giugno 1983 (34 anni)    | 91    | 28   | Anderlecht     |
| 11 | A    | Janice Cayman          | 12 ottobre 1988 (28 anni)  | 66    | 19   | Montpellier    |
| 12 | P    | Diede Lemey            | 7 ottobre 1996 (20 anni)   | 4     | 0    | Anderlecht     |
| 13 | C    | Sara Yuceil            | 22 giugno 1988 (29 anni)   | 21    | 2    | PSV            |
| 14 | A    | Davinia Vanmechelen    | 30 agosto 1999 (17 anni)   | 9     | 3    | Standard Liegi |
| 15 | A    | Yana Daniëls           | 8 maggio 1992 (25 anni)    | 25    | 4    | Bristol City   |
| 16 | C    | Nicky Van Den Abbeele  | 21 febbraio 1994 (23 anni) | 27    | 0    | Anderlecht     |
| 17 | A    | Jana Coryn             | 26 giugno 1992 (25 anni)   | 17    | 1    | Lilla          |
| 18 | C    | Laura De Neve          | 09 ottobre 1994 (22 anni)  | 10    | 0    | Anderlecht     |
| 19 | D    | Imke Courtois          | 14 marzo 1988 (29 anni)    | 19    | 0    | Standard Liegi |
| 20 | C    | Julie Biesmans         | 4 maggio 1994 (23 anni)    | 44    | 2    | Standard Liegi |
| 21 | P    | Nicky Evrard           | 26 maggio 1995 (22 anni)   | 16    | 0    | Gent           |
| 22 | D    | Laura Deloose          | 19 giugno 1993 (24 anni)   | 19    | 2    | Anderlecht     |
| 23 | D    | Elien Van Wynendaele   | 19 febbraio 1995 (22 anni) | 17    | 1    | Gent           |

### Danimarca
La rosa definitiva della squadra venne annunciata il 19 giugno 2017.
Selezionatore: Nils Nielsen
| N. | Pos. | Giocatore                  | Data nascita (età)          | Pres. | Reti | Squadra           |
| -- | ---- | -------------------------- | --------------------------- | ----- | ---- | ----------------- |
| 1  | P    | Stina Lykke Petersen       | 9 febbraio 1986 (31 anni)   | 64    | 0    | KoldingQ          |
| 2  | D    | Line Røddik Hansen         | 31 gennaio 1988 (29 anni)   | 124   | 13   | Barcellona        |
| 3  | D    | Janni Arnth Jensen         | 15 ottobre 1986 (30 anni)   | 73    | 1    | Linköping         |
| 4  | C    | Maja Kildemoes             | 15 agosto 1996 (20 anni)    | 15    | 1    | Linköping         |
| 5  | D    | Simone Boye Sørensen       | 3 marzo 1992 (25 anni)      | 39    | 4    | Rosengård         |
| 6  | C    | Nanna Christiansen         | 17 giugno 1989 (28 anni)    | 77    | 6    | Brøndby           |
| 7  | C    | Sanne Troelsgaard Nielsen  | 15 agosto 1988 (28 anni)    | 108   | 37   | Rosengård         |
| 8  | D    | Theresa Nielsen            | 20 luglio 1986 (30 anni)    | 108   | 3    | Vålerenga         |
| 9  | A    | Nadia Nadim                | 2 gennaio 1988 (29 anni)    | 66    | 19   | Portland Thorns   |
| 10 | A    | Pernille Harder (capitano) | 15 novembre 1992 (24 anni)  | 84    | 45   | Wolfsburg         |
| 11 | C    | Katrine Veje               | 19 giugno 1991 (26 anni)    | 94    | 7    | Brøndby           |
| 12 | A    | Stine Larsen               | 24 gennaio 1996 (21 anni)   | 21    | 6    | Brøndby           |
| 13 | C    | Sofie Junge Pedersen       | 24 aprile 1992 (25 anni)    | 41    | 4    | Rosengård         |
| 14 | C    | Nicoline Sørensen          | 15 agosto 1997 (19 anni)    | 7     | 1    | Brøndby           |
| 15 | A    | Frederikke Thøgersen       | 24 luglio 1995 (21 anni)    | 23    | 0    | Fortuna Hjørring  |
| 16 | P    | Maria Lindblad Christensen | 3 luglio 1995 (22 anni)     | 1     | 0    | Fortuna Hjørring  |
| 17 | C    | Line Sigvardsen Jensen     | 23 agosto 1991 (25 anni)    | 59    | 2    | Washington Spirit |
| 18 | D    | Mie Leth Jans              | 6 febbraio 1994 (23 anni)   | 18    | 0    | Brøndby           |
| 19 | D    | Cecilie Sandvej            | 13 giugno 1990 (27 anni)    | 25    | 1    | Sand              |
| 20 | D    | Stine Ballisager Pedersen  | 3 gennaio 1994 (23 anni)    | 2     | 0    | VSK Aarhus        |
| 21 | C    | Sarah Hansen               | 14 settembre 1996 (20 anni) | 9     | 2    | Fortuna Hjørring  |
| 22 | P    | Line Geltzer Johansen      | 26 luglio 1989 (27 anni)    | 3     | 0    | Vejle             |
| 23 | D    | Luna Gevitz                | 3 marzo 1994 (23 anni)      | 9     | 0    | Fortuna Hjørring  |

### Paesi Bassi
La rosa definitiva della squadra venne annunciata il 14 giugno 2017.
Selezionatrice: Sarina Wiegman
| N. | Pos. | Giocatore                     | Data nascita (età)         | Pres. | Reti | Squadra             |
| -- | ---- | ----------------------------- | -------------------------- | ----- | ---- | ------------------- |
| 1  | P    | Sari van Veenendaal           | 3 aprile 1990 (27 anni)    | 27    | 0    | Arsenal             |
| 2  | D    | Desiree van Lunteren          | 30 dicembre 1992 (24 anni) | 39    | 0    | Ajax                |
| 3  | D    | Stefanie van der Gragt        | 16 agosto 1992 (24 anni)   | 35    | 3    | Bayern Monaco       |
| 4  | D    | Mandy van den Berg (capitano) | 26 agosto 1990 (26 anni)   | 79    | 4    | Reading             |
| 5  | D    | Kika van Es                   | 11 ottobre 1991 (25 anni)  | 28    | 0    | Achilles '29        |
| 6  | D    | Anouk Dekker                  | 15 novembre 1986 (30 anni) | 52    | 5    | Montpellier         |
| 7  | A    | Shanice van de Sanden         | 2 ottobre 1992 (24 anni)   | 33    | 9    | Liverpool           |
| 8  | C    | Sherida Spitse                | 29 maggio 1990 (27 anni)   | 126   | 19   | Twente              |
| 9  | A    | Vivianne Miedema              | 15 luglio 1996 (21 anni)   | 42    | 35   | Bayern Monaco       |
| 10 | C    | Daniëlle van de Donk          | 5 agosto 1991 (25 anni)    | 57    | 9    | Arsenal             |
| 11 | A    | Lieke Martens                 | 16 dicembre 1992 (24 anni) | 66    | 25   | Rosengård           |
| 12 | C    | Jill Roord                    | 22 aprile 1997 (20 anni)   | 11    | 3    | Twente              |
| 13 | A    | Renate Jansen                 | 7 dicembre 1990 (26 anni)  | 8     | 2    | Twente              |
| 14 | C    | Jackie Groenen                | 17 dicembre 1994 (22 anni) | 11    | 1    | 1. FFC Francoforte  |
| 15 | C    | Sisca Folkertsma              | 21 maggio 1997 (20 anni)   | 3     | 0    | PSV                 |
| 16 | P    | Angela Christ                 | 6 marzo 1989 (28 anni)     | 15    | 0    | PSV                 |
| 17 | D    | Kelly Zeeman                  | 19 novembre 1993 (23 anni) | 12    | 0    | Ajax                |
| 18 | C    | Vanity Lewerissa              | 1º aprile 1991 (26 anni)   | 8     | 0    | PSV                 |
| 19 | C    | Sheila van den Bulk           | 6 aprile 1989 (28 anni)    | 1     | 0    | Djurgården          |
| 20 | D    | Dominique Janssen             | 17 gennaio 1995 (22 anni)  | 22    | 0    | Arsenal             |
| 21 | A    | Lineth Beerensteyn            | 11 ottobre 1996 (20 anni)  | 9     | 3    | Twente              |
| 22 | D    | Liza van der Most             | 8 ottobre 1993 (23 anni)   | 2     | 0    | Ajax                |
| 23 | P    | Loes Geurts                   | 12 gennaio 1986 (31 anni)  | 113   | 0    | Paris Saint-Germain |

### Norvegia
La rosa definitiva della squadra venne annunciata il 28 giugno 2017.
Selezionatore:  Martin Sjögren
| N. | Pos. | Giocatore                  | Data nascita (età)          | Pres. | Reti | Squadra           |
| -- | ---- | -------------------------- | --------------------------- | ----- | ---- | ----------------- |
| 1  | P    | Ingrid Hjelmseth           | 10 aprile 1980 (37 anni)    | 111   | 0    | Stabæk            |
| 2  | C    | Ingrid Moe Wold            | 29 gennaio 1990 (27 anni)   | 37    | 3    | LSK Kvinner       |
| 3  | D    | Maria Thorisdottir         | 5 giugno 1993 (24 anni)     | 13    | 0    | Klepp             |
| 4  | C    | Guro Reiten                | 26 luglio 1994 (22 anni)    | 13    | 1    | LSK Kvinner       |
| 5  | C    | Tuva Hansen                | 4 agosto 1997 (19 anni)     | 2     | 0    | Klepp             |
| 6  | C    | Maren Mjelde (capitano)    | 6 novembre 1989 (27 anni)   | 115   | 16   | Chelsea           |
| 7  | C    | Ingrid Schjelderup         | 21 dicembre 1987 (29 anni)  | 15    | 0    | Eskilstuna United |
| 8  | C    | Andrine Hegerberg          | 6 giugno 1993 (24 anni)     | 23    | 1    | Birmingham City   |
| 9  | A    | Elise Thorsnes             | 14 agosto 1988 (28 anni)    | 104   | 16   | Avaldsnes         |
| 10 | A    | Caroline Graham Hansen     | 18 febbraio 1995 (22 anni)  | 47    | 15   | Wolfsburg         |
| 11 | D    | Nora Holstad Berge         | 26 marzo 1987 (30 anni)     | 65    | 2    | Bayern Monaco     |
| 12 | P    | Cecilie Fiskerstrand       | 20 marzo 1996 (21 anni)     | 13    | 0    | LSK Kvinner       |
| 13 | D    | Stine Pettersen Reinås     | 15 luglio 1994 (23 anni)    | 5     | 1    | Stabæk            |
| 14 | A    | Ada Hegerberg              | 10 luglio 1995 (22 anni)    | 62    | 38   | Olympique Lione   |
| 15 | A    | Lisa-Marie Karlseng Utland | 19 settembre 1992 (24 anni) | 20    | 2    | Røa               |
| 16 | D    | Anja Sønstevold            | 21 giugno 1992 (25 anni)    | 11    | 0    | LSK Kvinner       |
| 17 | C    | Kristine Minde             | 8 agosto 1992 (24 anni)     | 75    | 9    | Linköping         |
| 18 | D    | Frida Leonhardsen Maanum   | 16 luglio 1999 (18 anni)    | 0     | 0    | Stabæk            |
| 19 | C    | Ingvild Landvik Isaksen    | 10 febbraio 1989 (28 anni)  | 59    | 3    | Stabæk            |
| 20 | A    | Emilie Haavi               | 16 giugno 1992 (25 anni)    | 60    | 15   | Boston Breakers   |
| 21 | D    | Kristine Bjørdal Leine     | 6 agosto 1996 (20 anni)     | 0     | 0    | Røa               |
| 22 | C    | Ingrid Marie Spord         | 12 luglio 1994 (23 anni)    | 6     | 0    | LSK Kvinner       |
| 23 | P    | Oda Maria Hove Bogstad     | 24 aprile 1996 (21 anni)    | 0     | 0    | Klepp             |

## Gruppo B

### Germania
La rosa definitiva della squadra venne annunciata il 30 giugno 2017.
Selezionatrice: Steffi Jones
| N. | Pos. | Giocatore                     | Data nascita (età)          | Pres. | Reti | Squadra            |
| -- | ---- | ----------------------------- | --------------------------- | ----- | ---- | ------------------ |
| 1  | P    | Almuth Schult                 | 9 febbraio 1991 (26 anni)   | 41    | 0    | Wolfsburg          |
| 2  | D    | Josephine Henning             | 8 settembre 1989 (27 anni)  | 39    | 1    | Olympique Lione    |
| 3  | D    | Kathrin Hendrich              | 6 aprile 1992 (25 anni)     | 15    | 1    | 1. FFC Francoforte |
| 4  | D    | Leonie Maier                  | 29 settembre 1992 (24 anni) | 53    | 7    | Bayern Monaco      |
| 5  | D    | Babett Peter                  | 12 maggio 1988 (29 anni)    | 106   | 5    | Wolfsburg          |
| 6  | D    | Kristin Demann                | 7 aprile 1993 (24 anni)     | 9     | 0    | Bayern Monaco      |
| 7  | D    | Carolin Simon                 | 24 novembre 1992 (24 anni)  | 3     | 0    | Friburgo           |
| 8  | C    | Lena Goeßling                 | 8 marzo 1986 (31 anni)      | 93    | 10   | Wolfsburg          |
| 9  | A    | Mandy Islacker                | 8 agosto 1988 (28 anni)     | 15    | 5    | 1. FFC Francoforte |
| 10 | C    | Dzsenifer Marozsán (capitano) | 18 aprile 1992 (25 anni)    | 73    | 30   | Olympique Lione    |
| 11 | A    | Anja Mittag                   | 16 maggio 1985 (32 anni)    | 153   | 50   | Rosengård          |
| 12 | P    | Laura Benkarth                | 14 ottobre 1992 (24 anni)   | 5     | 0    | Friburgo           |
| 13 | C    | Sara Däbritz                  | 15 febbraio 1995 (22 anni)  | 41    | 8    | Bayern Monaco      |
| 14 | D    | Anna Blässe                   | 27 febbraio 1987 (30 anni)  | 17    | 0    | Wolfsburg          |
| 15 | C    | Sara Doorsoun                 | 17 novembre 1991 (25 anni)  | 7     | 0    | SGS Essen          |
| 16 | C    | Linda Dallmann                | 2 settembre 1994 (22 anni)  | 4     | 1    | SGS Essen          |
| 17 | D    | Isabel Kerschowski            | 22 gennaio 1988 (29 anni)   | 18    | 3    | Wolfsburg          |
| 18 | A    | Lena Petermann                | 5 febbraio 1994 (23 anni)   | 12    | 4    | Friburgo           |
| 19 | A    | Svenja Huth                   | 25 gennaio 1991 (26 anni)   | 26    | 0    | Turbine Potsdam    |
| 20 | C    | Lina Magull                   | 15 agosto 1994 (22 anni)    | 10    | 2    | Friburgo           |
| 21 | P    | Lisa Weiß                     | 29 ottobre 1987 (29 anni)   | 4     | 0    | SGS Essen          |
| 22 | C    | Tabea Kemme                   | 14 dicembre 1991 (25 anni)  | 38    | 2    | Turbine Potsdam    |
| 23 | A    | Hasret Kayikçi                | 6 novembre 1991 (25 anni)   | 3     | 0    | Friburgo           |

### Italia
La rosa definitiva della squadra venne annunciata il 5 luglio 2017.
Selezionatore: Antonio Cabrini
| N. | Pos. | Giocatore                     | Data nascita (età)         | Pres. | Reti | Squadra      |
| -- | ---- | ----------------------------- | -------------------------- | ----- | ---- | ------------ |
| 1  | P    | Laura Giuliani                | 5 giugno 1993 (24 anni)    | 21    | 0    | Friburgo     |
| 2  | D    | Cecilia Salvai                | 2 dicembre 1993 (23 anni)  | 15    | 0    | Brescia      |
| 3  | D    | Sara Gama                     | 27 marzo 1989 (28 anni)    | 87    | 5    | Brescia      |
| 4  | C    | Daniela Stracchi              | 2 settembre 1983 (33 anni) | 43    | 1    | Mozzanica    |
| 5  | D    | Elena Linari                  | 15 aprile 1994 (23 anni)   | 29    | 0    | Fiorentina   |
| 6  | C    | Sandy Iannella                | 6 aprile 1987 (30 anni)    | 36    | 2    | Cuneo        |
| 7  | C    | Alia Guagni                   | 1º ottobre 1987 (29 anni)  | 49    | 5    | Fiorentina   |
| 8  | A    | Melania Gabbiadini (capitano) | 28 agosto 1983 (33 anni)   | 120   | 49   | AGSM Verona  |
| 9  | A    | Ilaria Mauro                  | 22 maggio 1988 (29 anni)   | 28    | 9    | Fiorentina   |
| 10 | C    | Martina Rosucci               | 9 maggio 1992 (25 anni)    | 35    | 1    | Brescia      |
| 11 | C    | Barbara Bonansea              | 13 giugno 1991 (26 anni)   | 33    | 14   | Brescia      |
| 12 | P    | Chiara Marchitelli            | 4 maggio 1985 (32 anni)    | 40    | 0    | Brescia      |
| 13 | D    | Elisa Bartoli                 | 7 maggio 1991 (26 anni)    | 32    | 1    | Fiorentina   |
| 14 | D    | Linda Tucceri Cimini          | 4 aprile 1991 (26 anni)    | 10    | 0    | San Zaccaria |
| 15 | C    | Laura Fusetti                 | 8 ottobre 1990 (26 anni)   | 0     | 0    | Como 2000    |
| 16 | C    | Manuela Giugliano             | 18 agosto 1997 (19 anni)   | 8     | 2    | AGSM Verona  |
| 17 | D    | Federica Di Criscio           | 12 maggio 1993 (24 anni)   | 24    | 0    | AGSM Verona  |
| 18 | A    | Daniela Sabatino              | 26 giugno 1985 (32 anni)   | 44    | 16   | Brescia      |
| 19 | C    | Aurora Galli                  | 13 dicembre 1996 (20 anni) | 11    | 0    | AGSM Verona  |
| 20 | C    | Valentina Cernoia             | 22 giugno 1991 (26 anni)   | 27    | 6    | Brescia      |
| 21 | C    | Marta Carissimi               | 3 maggio 1987 (30 anni)    | 50    | 3    | Fiorentina   |
| 22 | P    | Katja Schroffenegger          | 28 aprile 1991 (26 anni)   | 12    | 0    | Unterland    |
| 23 | A    | Cristiana Girelli             | 23 aprile 1990 (27 anni)   | 36    | 16   | Brescia      |

### Russia
La rosa definitiva della squadra venne annunciata il 29 giugno 2017.
Selezionatrice: Elena Fomina
| N. | Pos. | Giocatore                 | Data nascita (età)         | Pres. | Reti | Squadra           |
| -- | ---- | ------------------------- | -------------------------- | ----- | ---- | ----------------- |
| 1  | P    | Tat'jana Ščerbak          | 22 ottobre 1997 (19 anni)  | 3     | -5   | Kubanočka         |
| 2  | D    | Natal'ja Solodkaja        | 4 aprile 1995 (22 anni)    | 9     | 0    | Kubanočka         |
| 3  | D    | Anna Kožnikova (capitano) | 10 luglio 1987 (30 anni)   | 71    | 5    | CSKA Mosca        |
| 4  | D    | Tat'jana Šejkina          | 14 novembre 1991 (25 anni) | 13    | 0    | Rjazan'-VDV       |
| 5  | D    | Viktorija Škoda           | 21 dicembre 1999 (17 anni) | 7     | 0    | Kubanočka         |
| 6  | A    | Nadežda Karpova           | 9 marzo 1995 (22 anni)     | 12    | 4    | Čertanovo         |
| 7  | C    | Anastasija Pozdeeva       | 12 giugno 1993 (24 anni)   | 16    | 0    | Zvezda 2005 Perm' |
| 8  | D    | Dar'ja Makarenko          | 7 marzo 1992 (25 anni)     | 49    | 3    | Rjazan'-VDV       |
| 9  | C    | Anna Čolovjaga            | 8 maggio 1992 (25 anni)    | 47    | 4    | CSKA Mosca        |
| 10 | C    | Nadežda Smirnova          | 22 febbraio 1996 (21 anni) | 5     | 0    | CSKA Mosca        |
| 11 | C    | Ekaterina Sočneva         | 12 agosto 1985 (31 anni)   | 87    | 21   | CSKA Mosca        |
| 12 | P    | Alena Beljaeva            | 13 febbraio 1992 (25 anni) | 6     | -8   | Čertanovo         |
| 13 | D    | Anna Belomytceva          | 24 novembre 1996 (20 anni) | 5     | 0    | Rjazan'-VDV       |
| 14 | A    | Nasiba Gasanova           | 15 dicembre 1994 (22 anni) | 14    | 0    | Kubanočka         |
| 15 | A    | Elena Danilova            | 17 giugno 1987 (30 anni)   | 33    | 11   | Rjazan'-VDV       |
| 16 | C    | Marina Fëdorova           | 10 maggio 1997 (20 anni)   | 4     | 0    | Rjazan'-VDV       |
| 17 | C    | Ekaterina Pantjuchina     | 9 aprile 1993 (24 anni)    | 38    | 12   | Zvezda 2005 Perm' |
| 18 | D    | El'vira Zijastinova       | 13 febbraio 1991 (26 anni) | 19    | 0    | CSKA Mosca        |
| 19 | D    | Ekaterina Morozova        | 26 marzo 1991 (26 anni)    | 3     | 0    | Čertanovo         |
| 20 | C    | Margarita Černomyrdina    | 6 marzo 1996 (21 anni)     | 24    | 2    | Čertanovo         |
| 21 | P    | Julija Gričenko           | 10 marzo 1990 (27 anni)    | 14    | -43  | CSKA Mosca        |
| 22 | C    | Marina Kiskonen           | 19 marzo 1994 (23 anni)    | 0     | 0    | Čertanovo         |
| 23 | C    | Elena Morozova            | 15 marzo 1987 (30 anni)    | 91    | 19   | Kubanočka         |

### Svezia
La rosa definitiva della squadra venne annunciata il 20 giugno 2017.
Selezionatrice: Pia Sundhage
| N. | Pos. | Giocatore                 | Data nascita (età)         | Pres. | Reti | Squadra              |
| -- | ---- | ------------------------- | -------------------------- | ----- | ---- | -------------------- |
| 1  | P    | Hedvig Lindahl            | 29 aprile 1983 (34 anni)   | 137   | 0    | Chelsea              |
| 2  | D    | Jonna Andersson           | 2 gennaio 1993 (24 anni)   | 17    | 0    | Linköping            |
| 3  | D    | Linda Sembrant            | 15 maggio 1987 (30 anni)   | 84    | 7    | Montpellier          |
| 4  | D    | Emma Berglund             | 19 dicembre 1988 (28 anni) | 53    | 1    | Rosengård            |
| 5  | D    | Nilla Fischer             | 2 agosto 1984 (32 anni)    | 159   | 22   | Wolfsburg            |
| 6  | D    | Magdalena Eriksson        | 8 settembre 1993 (23 anni) | 25    | 4    | Linköping            |
| 7  | C    | Lisa Dahlkvist            | 6 febbraio 1987 (30 anni)  | 129   | 11   | KIF Örebro           |
| 8  | A    | Lotta Schelin             | 27 febbraio 1984 (33 anni) | 180   | 86   | Rosengård            |
| 9  | C    | Kosovare Asllani          | 29 luglio 1989 (27 anni)   | 101   | 27   | Manchester City      |
| 10 | A    | Julia Spetsmark           | 30 giugno 1989 (28 anni)   | 2     | 0    | KIF Örebro           |
| 11 | A    | Stina Blackstenius        | 5 febbraio 1996 (21 anni)  | 22    | 3    | Montpellier          |
| 12 | P    | Hilda Carlén              | 13 agosto 1991 (25 anni)   | 7     | 0    | Piteå                |
| 13 | C    | Josefin Johansson         | 17 marzo 1988 (29 anni)    | 8     | 0    | Piteå                |
| 14 | C    | Hanna Folkesson           | 15 giugno 1988 (29 anni)   | 33    | 0    | Rosengård            |
| 15 | D    | Jessica Samuelsson        | 30 gennaio 1992 (25 anni)  | 49    | 0    | Linköping            |
| 16 | D    | Hanna Glas                | 16 aprile 1993 (24 anni)   | 25    | 4    | Eskilstuna United    |
| 17 | C    | Caroline Seger (capitano) | 19 marzo 1985 (32 anni)    | 137   | 21   | Olympique Lione      |
| 18 | A    | Fridolina Rolfö           | 24 novembre 1993 (23 anni) | 20    | 5    | Bayern Monaco        |
| 19 | A    | Pauline Hammarlund        | 7 maggio 1994 (23 anni)    | 17    | 4    | Kopparbergs/Göteborg |
| 20 | A    | Mimmi Larsson             | 9 aprile 1994 (23 anni)    | 5     | 1    | Eskilstuna United    |
| 21 | P    | Emelie Lundberg           | 13 agosto 1991 (25 anni)   | 6     | 0    | Eskilstuna United    |
| 22 | C    | Olivia Schough            | 11 marzo 1991 (26 anni)    | 54    | 8    | Eskilstuna United    |
| 23 | C    | Elin Rubensson            | 11 maggio 1993 (24 anni)   | 42    | 0    | Kopparbergs/Göteborg |

## Gruppo C

### Austria
La rosa definitiva della squadra venne annunciata il 1º luglio 2017.
Selezionatore: Dominik Thalhammer
| N. | Pos. | Giocatore                        | Data nascita (età)          | Pres. | Reti | Squadra         |
| -- | ---- | -------------------------------- | --------------------------- | ----- | ---- | --------------- |
| 1  | P    | Manuela Zinsberger               | 19 ottobre 1995 (21 anni)   | 29    | 0    | Bayern Monaco   |
| 2  | D    | Marina Georgieva                 | 14 aprile 1997 (20 anni)    | 6     | 0    | Turbine Potsdam |
| 3  | D    | Katharina Naschenweng            | 16 dicembre 1997 (19 anni)  | 0     | 0    | Sturm Graz      |
| 4  | A    | Viktoria Pinther                 | 10 ottobre 1998 (18 anni)   | 0     | 0    | St. Pölten      |
| 5  | D    | Sophie Maierhofer                | 9 agosto 1996 (20 anni)     | 12    | 1    | Kansas Jayhawks |
| 6  | D    | Katharina Schiechtl              | 27 febbraio 1993 (24 anni)  | 10    | 2    | Sturm Graz      |
| 7  | D    | Carina Wenninger                 | 6 febbraio 1991 (26 anni)   | 62    | 3    | Bayern Monaco   |
| 8  | C    | Nadine Prohaska                  | 15 agosto 1990 (26 anni)    | 68    | 7    | St. Pölten      |
| 9  | C    | Sarah Zadrazil                   | 19 febbraio 1993 (24 anni)  | 13    | 1    | Turbine Potsdam |
| 10 | A    | Nina Burger                      | 27 dicembre 1987 (29 anni)  | 80    | 46   | Sand            |
| 11 | D    | Viktoria Schnaderbeck (capitano) | 4 gennaio 1991 (26 anni)    | 48    | 2    | Bayern Monaco   |
| 12 | A    | Stefanie Enzinger                | 20 novembre 1989 (27 anni)  | 7     | 0    | Sturm Graz      |
| 13 | D    | Virginia Kirchberger             | 25 maggio 1993 (24 anni)    | 31    | 1    | MSV Duisburg    |
| 14 | C    | Barbara Dunst                    | 25 settembre 1997 (19 anni) | 7     | 0    | MSV Duisburg    |
| 15 | A    | Nicole Billa                     | 5 marzo 1996 (21 anni)      | 23    | 9    | Hoffenheim      |
| 16 | C    | Jasmin Eder                      | 8 ottobre 1992 (24 anni)    | 25    | 0    | St. Pölten      |
| 17 | C    | Sarah Puntigam                   | 13 ottobre 1992 (24 anni)   | 68    | 10   | Friburgo        |
| 18 | A    | Laura Feiersinger                | 5 aprile 1993 (24 anni)     | 44    | 8    | Sand            |
| 19 | C    | Verena Aschauer                  | 20 gennaio 1994 (23 anni)   | 18    | 3    | Sand            |
| 20 | A    | Lisa Makas                       | 11 maggio 1992 (25 anni)    | 45    | 18   | MSV Duisburg    |
| 21 | P    | Jasmin Pfeiler                   | 28 luglio 1984 (32 anni)    | 18    | 0    | SKV Altenmarkt  |
| 22 | C    | Jennifer Klein                   | 11 gennaio 1999 (18 anni)   | 0     | 0    | Neulengbach     |
| 23 | P    | Carolin Grössinger               | 10 maggio 1997 (20 anni)    | 0     | 0    | Bergheim        |

### Francia
La rosa definitiva della squadra venne annunciata il 30 maggio 2017.
Selezionatore: Olivier Echouafni
| N. | Pos. | Giocatore                 | Data nascita (età)          | Pres. | Reti | Squadra             |
| -- | ---- | ------------------------- | --------------------------- | ----- | ---- | ------------------- |
| 1  | P    | Laëtitia Philippe         | 30 aprile 1991 (26 anni)    | 4     | 0    | Montpellier         |
| 2  | D    | Ève Périsset              | 24 dicembre 1994 (22 anni)  | 6     | 0    | Paris Saint-Germain |
| 3  | D    | Wendie Renard (capitano)  | 20 luglio 1990 (26 anni)    | 89    | 19   | Olympique Lione     |
| 4  | D    | Laura Georges             | 20 agosto 1984 (32 anni)    | 177   | 6    | Paris Saint-Germain |
| 5  | C    | Sandie Toletti            | 13 luglio 1995 (22 anni)    | 11    | 0    | Montpellier         |
| 6  | C    | Amandine Henry            | 28 settembre 1989 (27 anni) | 60    | 6    | Portland Thorns     |
| 7  | C    | Clarisse Le Bihan         | 14 dicembre 1994 (22 anni)  | 14    | 4    | Montpellier         |
| 8  | D    | Jessica Houara-d'Hommeaux | 29 settembre 1987 (29 anni) | 58    | 3    | Olympique Lione     |
| 9  | A    | Eugénie Le Sommer         | 18 maggio 1989 (28 anni)    | 135   | 60   | Olympique Lione     |
| 10 | C    | Camille Abily             | 5 dicembre 1984 (32 anni)   | 177   | 35   | Olympique Lione     |
| 11 | C    | Claire Lavogez            | 18 giugno 1994 (23 anni)    | 31    | 3    | Olympique Lione     |
| 12 | A    | Élodie Thomis             | 13 agosto 1986 (30 anni)    | 138   | 32   | Olympique Lione     |
| 13 | A    | Camille Catala            | 6 maggio 1991 (26 anni)     | 27    | 2    | FCF Juvisy          |
| 14 | D    | Aïssatou Tounkara         | 16 marzo 1995 (22 anni)     | 2     | 0    | FCF Juvisy          |
| 15 | C    | Élise Bussaglia           | 24 settembre 1985 (31 anni) | 170   | 28   | Barcellona          |
| 16 | P    | Sarah Bouhaddi            | 17 ottobre 1986 (30 anni)   | 118   | 0    | Olympique Lione     |
| 17 | C    | Gaëtane Thiney            | 28 ottobre 1985 (31 anni)   | 136   | 55   | FCF Juvisy          |
| 18 | A    | Marie-Laure Delie         | 29 gennaio 1988 (29 anni)   | 115   | 65   | Paris Saint-Germain |
| 19 | D    | Griedge Mbock Bathy       | 26 febbraio 1995 (22 anni)  | 29    | 2    | Olympique Lione     |
| 20 | A    | Kadidiatou Diani          | 1º aprile 1995 (22 anni)    | 23    | 2    | FCF Juvisy          |
| 21 | P    | Méline Gérard             | 30 maggio 1990 (27 anni)    | 11    | 0    | Montpellier         |
| 22 | D    | Sakina Karchaoui          | 26 gennaio 1996 (21 anni)   | 11    | 0    | Montpellier         |
| 23 | C    | Grace Geyoro              | 2 luglio 1997 (20 anni)     | 3     | 0    | Paris Saint-Germain |

### Islanda
La rosa definitiva della squadra venne annunciata il 22 giugno 2017.
Selezionatore: Freyr Alexandersson
| N. | Pos. | Giocatore                           | Data nascita (età)          | Pres. | Reti | Squadra           |
| -- | ---- | ----------------------------------- | --------------------------- | ----- | ---- | ----------------- |
| 1  | P    | Guðbjörg Gunnarsdóttir              | 18 maggio 1985 (32 anni)    | 51    | 0    | Djurgården        |
| 2  | D    | Sif Atladóttir                      | 15 luglio 1985 (32 anni)    | 63    | 0    | Kristianstad      |
| 3  | D    | Ingibjörg Sigurðardóttir            | 7 ottobre 1997 (19 anni)    | 2     | 0    | Breiðablik        |
| 4  | D    | Glódís Perla Viggósdóttir           | 27 giugno 1995 (22 anni)    | 54    | 2    | Eskilstuna United |
| 5  | C    | Gunnhildur Yrsa Jónsdóttir          | 28 settembre 1988 (28 anni) | 42    | 5    | Vålerenga         |
| 6  | C    | Hólmfríður Magnúsdóttir             | 29 settembre 1984 (32 anni) | 110   | 37   | KR Reykjavík      |
| 7  | C    | Sara Björk Gunnarsdóttir (capitano) | 29 settembre 1990 (26 anni) | 106   | 18   | Wolfsburg         |
| 8  | C    | Sigríður Lára Garðarsdóttir         | 11 marzo 1994 (23 anni)     | 8     | 0    | ÍBV               |
| 9  | A    | Katrín Ásbjörnsdóttir               | 11 dicembre 1992 (24 anni)  | 13    | 1    | Stjarnan          |
| 10 | C    | Dagný Brynjarsdóttir                | 10 agosto 1991 (25 anni)    | 70    | 19   | Portland Thorns   |
| 11 | D    | Hallbera Guðný Gísladóttir          | 14 settembre 1986 (30 anni) | 84    | 3    | Djurgården        |
| 12 | P    | Sandra Sigurðardóttir               | 2 ottobre 1986 (30 anni)    | 16    | 0    | Valur             |
| 13 | P    | Sonný Lára Þráinsdóttir             | 9 dicembre 1986 (30 anni)   | 3     | 0    | Breiðablik        |
| 14 | D    | Málfríður Erna Sigurðardóttir       | 30 maggio 1984 (33 anni)    | 33    | 2    | Valur             |
| 15 | A    | Elín Metta Jensen                   | 27 giugno 1995 (22 anni)    | 28    | 5    | Valur             |
| 16 | A    | Harpa Þorsteinsdóttir               | 27 giugno 1986 (31 anni)    | 61    | 18   | Stjarnan          |
| 17 | A    | Agla María Albertsdóttir            | 5 agosto 1999 (17 anni)     | 4     | 0    | Stjarnan          |
| 18 | A    | Sandra María Jessen                 | 18 gennaio 1995 (22 anni)   | 18    | 6    | Þór/KA            |
| 19 | D    | Anna Björk Kristjánsdóttir          | 14 ottobre 1989 (27 anni)   | 31    | 0    | Limhamn Bunkeflo  |
| 20 | A    | Berglind Björg Þorvaldsdóttir       | 18 gennaio 1992 (25 anni)   | 27    | 1    | Breiðablik        |
| 21 | D    | Arna Sif Ásgrímsdóttir              | 12 agosto 1992 (24 anni)    | 12    | 1    | Valur             |
| 22 | D    | Rakel Hönnudóttir                   | 30 dicembre 1988 (28 anni)  | 83    | 5    | Breiðablik        |
| 23 | A    | Fanndís Friðriksdóttir              | 9 maggio 1990 (27 anni)     | 84    | 10   | Breiðablik        |

### Svizzera
La rosa definitiva della squadra venne annunciata il 3 luglio 2017.
Selezionatrice:  Martina Voss-Tecklenburg
| N. | Pos. | Giocatore                | Data nascita (età)         | Pres. | Reti | Squadra            |
| -- | ---- | ------------------------ | -------------------------- | ----- | ---- | ------------------ |
| 1  | P    | Gaëlle Thalmann          | 18 gennaio 1986 (31 anni)  | 53    | 0    | AGSM Verona        |
| 2  | D    | Jana Brunner             | 20 gennaio 1997 (20 anni)  | 4     | 0    | Basilea            |
| 3  | C    | Meriame Terchoun         | 27 ottobre 1995 (21 anni)  | 9     | 0    | Basilea            |
| 4  | D    | Rachel Rinast            | 2 giugno 1991 (26 anni)    | 20    | 0    | Bayer Leverkusen   |
| 5  | D    | Noelle Maritz            | 23 dicembre 1995 (21 anni) | 48    | 1    | Wolfsburg          |
| 6  | A    | Géraldine Reuteler       | 21 aprile 1999 (18 anni)   | 4     | 2    | Lucerna            |
| 7  | C    | Martina Moser            | 9 aprile 1986 (31 anni)    | 126   | 20   | Hoffenheim         |
| 8  | C    | Cinzia Zehnder           | 4 agosto 1997 (19 anni)    | 18    | 0    | Friburgo           |
| 9  | D    | Ana-Maria Crnogorčević   | 3 ottobre 1990 (26 anni)   | 89    | 47   | 1. FFC Francoforte |
| 10 | A    | Ramona Bachmann          | 25 dicembre 1990 (26 anni) | 80    | 42   | Chelsea            |
| 11 | C    | Lara Dickenmann          | 27 novembre 1985 (31 anni) | 119   | 46   | Wolfsburg          |
| 12 | P    | Stenia Michel            | 23 ottobre 1987 (29 anni)  | 18    | 0    | Basilea            |
| 13 | C    | Lia Wälti                | 19 aprile 1994 (23 anni)   | 62    | 4    | Turbine Potsdam    |
| 14 | D    | Rahel Kiwic              | 5 gennaio 1991 (26 anni)   | 50    | 8    | MSV Duisburg       |
| 15 | D    | Caroline Abbé (capitano) | 13 gennaio 1988 (29 anni)  | 126   | 10   | Zurigo             |
| 16 | C    | Fabienne Humm            | 20 dicembre 1986 (30 anni) | 56    | 21   | Zurigo             |
| 17 | D    | Sandra Betschart         | 30 marzo 1989 (28 anni)    | 67    | 2    | MSV Duisburg       |
| 18 | C    | Viola Calligaris         | 17 marzo 1996 (21 anni)    | 6     | 0    | Young Boys         |
| 19 | A    | Eseosa Aigbogun          | 23 maggio 1993 (24 anni)   | 38    | 3    | Turbine Potsdam    |
| 20 | C    | Sandrine Mauron          | 19 dicembre 1996 (20 anni) | 7     | 2    | Zurigo             |
| 21 | P    | Seraina Friedli          | 20 marzo 1993 (24 anni)    | 2     | 0    | Zurigo             |
| 22 | C    | Vanessa Bernauer         | 23 marzo 1988 (29 anni)    | 65    | 5    | Wolfsburg          |
| 23 | A    | Vanessa Bürki            | 1º aprile 1986 (31 anni)   | 78    | 10   | Bayern Monaco      |

## Gruppo D

### Inghilterra
La rosa definitiva della squadra venne annunciata il 3 aprile 2017.
Selezionatore:  Mark Sampson
| N. | Pos. | Giocatore                 | Data nascita (età)          | Pres. | Reti | Squadra         |
| -- | ---- | ------------------------- | --------------------------- | ----- | ---- | --------------- |
| 1  | P    | Karen Bardsley            | 14 ottobre 1984 (32 anni)   | 55    | 0    | Manchester City |
| 2  | D    | Lucy Bronze               | 28 ottobre 1991 (25 anni)   | 26    | 4    | Manchester City |
| 3  | D    | Demi Stokes               | 11 dicembre 1991 (25 anni)  | 18    | 1    | Manchester City |
| 4  | C    | Jill Scott                | 2 febbraio 1987 (30 anni)   | 102   | 15   | Manchester City |
| 5  | D    | Steph Houghton (capitano) | 23 aprile 1988 (29 anni)    | 66    | 8    | Manchester City |
| 6  | D    | Josanne Potter            | 13 novembre 1984 (32 anni)  | 24    | 3    | Notts County    |
| 7  | C    | Jordan Nobbs              | 8 dicembre 1992 (24 anni)   | 24    | 3    | Arsenal         |
| 8  | C    | Isobel Christiansen       | 20 settembre 1991 (25 anni) | 5     | 2    | Manchester City |
| 9  | A    | Jodie Taylor              | 17 maggio 1986 (31 anni)    | 15    | 5    | Arsenal         |
| 10 | C    | Fara Williams             | 25 gennaio 1984 (33 anni)   | 150   | 40   | Arsenal         |
| 11 | C    | Jade Moore                | 22 settembre 1990 (26 anni) | 16    | 1    | Notts County    |
| 12 | D    | Casey Stoney              | 13 maggio 1982 (35 anni)    | 124   | 6    | Liverpool       |
| 13 | P    | Siobhan Chamberlain       | 15 agosto 1983 (33 anni)    | 24    | 0    | Liverpool       |
| 14 | A    | Karen Carney              | 1º agosto 1987 (29 anni)    | 110   | 25   | Chelsea         |
| 15 | D    | Laura Bassett             | 2 agosto 1983 (33 anni)     | 56    | 2    | Notts County    |
| 16 | C    | Millie Bright             | 21 agosto 1993 (23 anni)    | 1     | 0    | Chelsea         |
| 17 | A    | Nikita Parris             | 10 marzo 1994 (23 anni)     | 2     | 2    | Manchester City |
| 18 | A    | Ellen White               | 9 maggio 1989 (28 anni)     | 55    | 17   | Birmingham City |
| 19 | A    | Toni Duggan               | 25 luglio 1991 (25 anni)    | 27    | 14   | Manchester City |
| 20 | D    | Alex Greenwood            | 7 settembre 1993 (23 anni)  | 17    | 1    | Liverpool       |
| 21 | P    | Carly Telford             | 7 luglio 1987 (30 anni)     | 7     | 0    | Notts County    |
| 22 | D    | Alex Scott                | 14 ottobre 1984 (32 anni)   | 129   | 12   | Arsenal         |
| 23 | A    | Fran Kirby                | 29 giugno 1993 (24 anni)    | 15    | 5    | Chelsea         |

### Portogallo
La rosa definitiva della squadra venne annunciata il 6 luglio 2017.
Selezionatore: Francisco Neto
| N. | Pos. | Giocatore               | Data nascita (età)          | Pres. | Reti | Squadra          |
| -- | ---- | ----------------------- | --------------------------- | ----- | ---- | ---------------- |
| 1  | P    | Jamila Marreiros        | 30 maggio 1988 (29 anni)    | 12    | 0    | Benfica          |
| 2  | D    | Mónica Mendes           | 16 giugno 1993 (24 anni)    | 35    | 1    | Neunkirch        |
| 3  | D    | Raquel Infante          | 19 settembre 1990 (26 anni) | 13    | 0    | Levante          |
| 4  | D    | Sílvia Rebelo           | 20 maggio 1989 (28 anni)    | 72    | 1    | Braga            |
| 5  | D    | Matilde Fidalgo         | 15 maggio 1994 (23 anni)    | 33    | 0    | Benfica          |
| 6  | C    | Andreia Norton          | 15 agosto 1996 (20 anni)    | 3     | 1    | Braga            |
| 7  | C    | Cláudia Neto (capitano) | 18 aprile 1988 (29 anni)    | 106   | 14   | Linköping        |
| 8  | A    | Laura Luís              | 15 agosto 1992 (24 anni)    | 38    | 7    | Jena             |
| 9  | C    | Ana Borges              | 15 giugno 1990 (27 anni)    | 93    | 9    | Sporting Lisbona |
| 10 | A    | Ana Leite               | 23 ottobre 1991 (25 anni)   | 42    | 0    | Bayer Leverkusen |
| 11 | C    | Tatiana Pinto           | 28 marzo 1994 (23 anni)     | 25    | 1    | Sporting Lisbona |
| 12 | P    | Patrícia Morais         | 17 giugno 1992 (25 anni)    | 43    | 0    | Sporting Lisbona |
| 13 | C    | Fátima Pinto            | 16 gennaio 1996 (21 anni)   | 27    | 0    | Sporting Lisbona |
| 14 | C    | Dolores Silva           | 7 agosto 1991 (25 anni)     | 79    | 9    | Jena             |
| 15 | D    | Carole Costa            | 3 maggio 1990 (27 anni)     | 83    | 6    | Cloppenburg      |
| 16 | A    | Diana Silva             | 4 giugno 1995 (22 anni)     | 24    | 1    | Sporting Lisbona |
| 17 | C    | Vanessa Marques         | 12 aprile 1996 (21 anni)    | 37    | 2    | Braga            |
| 18 | A    | Carolina Mendes         | 27 novembre 1987 (29 anni)  | 61    | 9    | Grindavík        |
| 19 | C    | Amanda Da Costa         | 7 ottobre 1989 (27 anni)    | 18    | 0    | Boston Breakers  |
| 20 | C    | Suzane Pires            | 17 agosto 1992 (24 anni)    | 20    | 0    | Santos           |
| 21 | D    | Diana Gomes             | 26 luglio 1998 (18 anni)    | 2     | 0    | Valadares Gaia   |
| 22 | P    | Rute Costa              | 1º giugno 1994 (23 anni)    | 2     | 0    | Braga            |
| 23 | C    | Mélissa Antunes         | 8 gennaio 1990 (27 anni)    | 27    | 1    | Braga            |

### Scozia
La rosa definitiva della squadra venne annunciata il 27 giugno 2017, con un posto ancora da assegnare.
Selezionatrice:  Anna Signeul
| N. | Pos. | Giocatore            | Data nascita (età)          | Pres. | Reti | Squadra                 |
| -- | ---- | -------------------- | --------------------------- | ----- | ---- | ----------------------- |
| 1  | P    | Gemma Fay (capitano) | 09 dicembre 1981 (35 anni)  | 199   | 0    | Glasgow City            |
| 2  | D    | Vaila Barsley        | 15 dicembre 1987 (30 anni)  | 3     | 0    | Eskilstuna United       |
| 3  | D    | Joelle Murray        | 7 novembre 1986 (30 anni)   | 43    | 1    | Hibernian               |
| 4  | D    | Ifeoma Dieke         | 25 febbraio 1981 (36 anni)  | 119   | 0    | Vittsjö GIK             |
| 5  | C    | Leanne Ross          | 8 luglio 1981 (36 anni)     | 131   | 9    | Glasgow City            |
| 6  | C    | Joanne Love          | 6 dicembre 1985 (31 anni)   | 177   | 13   | Glasgow City            |
| 7  | C    | Hayley Lauder        | 4 giugno 1990 (27 anni)     | 84    | 9    | Glasgow City            |
| 8  | C    | Erin Cuthbert        | 19 luglio 1998 (18 anni)    | 8     | 2    | Chelsea                 |
| 9  | C    | Caroline Weir        | 20 giugno 1995 (22 anni)    | 37    | 5    | Liverpool               |
| 10 | C    | Leanne Crichton      | 6 agosto 1987 (29 anni)     | 51    | 3    | Glasgow City            |
| 11 | C    | Lisa Evans           | 21 maggio 1992 (25 anni)    | 60    | 13   | Bayern Monaco           |
| 12 | P    | Shannon Lynn         | 22 ottobre 1985 (31 anni)   | 24    | 0    | Vittsjö GIK             |
| 14 | D    | Rachel Corsie        | 17 agosto 1989 (27 anni)    | 88    | 16   | Seattle Reign           |
| 13 | A    | Jane Ross            | 18 settembre 1989 (27 anni) | 105   | 49   | Manchester City         |
| 15 | D    | Sophie Howard        | 17 settembre 1993 (23 anni) | 2     | 0    | Hoffenheim              |
| 16 | A    | Christie Murray      | 3 maggio 1990 (27 anni)     | 47    | 3    | Doncaster Rovers Belles |
| 17 | D    | Rachel McLauchlan    | 7 luglio 1997 (20 anni)     | 3     | 0    | Hibernian               |
| 18 | D    | Frankie Brown        | 8 ottobre 1987 (29 anni)    | 87    | 0    | Bristol City            |
| 19 | A    | Lana Clelland        | 26 gennaio 1993 (24 anni)   | 14    | 1    | Tavagnacco              |
| 20 | D    | Kirsty Smith         | 6 gennaio 1994 (23 anni)    | 23    | 0    | Hibernian               |
| 21 | P    | Lee Alexander        | 23 settembre 1991 (25 anni) | 0     | 0    | Glasgow City            |
| 22 | A    | Fiona Brown          | 31 marzo 1995 (22 anni)     | 18    | 0    | Eskilstuna United       |
| 23 | A    | Chloe Arthur         | 21 gennaio 1995 (22 anni)   | 7     | 0    | Bristol City            |

### Spagna
La rosa definitiva della squadra venne annunciata il 20 giugno 2017.
Selezionatore: Jorge Vilda
| N. | Pos. | Giocatore                 | Data nascita (età)          | Pres. | Reti | Squadra              |
| -- | ---- | ------------------------- | --------------------------- | ----- | ---- | -------------------- |
| 1  | P    | Dolores Gallardo          | 10 giugno 1993 (24 anni)    | 17    | 0    | Atlético Madrid      |
| 2  | D    | Celia Jiménez             | 20 giugno 1995 (22 anni)    | 10    | 0    | Alabama Crimson Tide |
| 3  | D    | Marta Torrejón (capitano) | 27 febbraio 1990 (27 anni)  | 71    | 9    | Barcellona           |
| 4  | D    | Irene Paredes             | 4 luglio 1991 (26 anni)     | 40    | 3    | Paris Saint-Germain  |
| 5  | D    | Andrea Pereira            | 19 settembre 1993 (23 anni) | 8     | 0    | Atlético Madrid      |
| 6  | C    | Virginia Torrecilla       | 4 settembre 1994 (22 anni)  | 32    | 4    | Montpellier          |
| 7  | A    | Marta Corredera           | 8 agosto 1991 (25 anni)     | 42    | 3    | Atlético Madrid      |
| 8  | C    | Amanda Sampedro           | 26 giugno 1993 (24 anni)    | 23    | 6    | Atlético Madrid      |
| 9  | A    | Mari Paz Vilas            | 1º febbraio 1988 (29 anni)  | 14    | 12   | Valencia             |
| 10 | A    | Jennifer Hermoso          | 9 maggio 1990 (27 anni)     | 42    | 18   | Barcellona           |
| 11 | C    | Alexia Putellas           | 4 febbraio 1994 (23 anni)   | 41    | 6    | Barcellona           |
| 12 | P    | María Asunción Quiñones   | 29 ottobre 1996 (20 anni)   | 1     | 0    | Real Sociedad        |
| 13 | P    | Sandra Paños              | 4 novembre 1992 (24 anni)   | 14    | 0    | Barcellona           |
| 14 | C    | Victoria Losada           | 05 marzo 1991 (26 anni)     | 43    | 11   | Barcellona           |
| 15 | C    | Silvia Meseguer           | 12 marzo 1989 (28 anni)     | 51    | 5    | Atlético Madrid      |
| 16 | D    | Alexandra López           | 26 febbraio 1989 (28 anni)  | 14    | 0    | Atlético Madrid      |
| 17 | A    | Olga García               | 1º giugno 1991 (26 anni)    | 14    | 2    | Barcellona           |
| 18 | A    | Esther González           | 8 dicembre 1992 (24 anni)   | 2     | 0    | Atlético Madrid      |
| 19 | A    | Bárbara Latorre           | 14 marzo 1993 (24 anni)     | 6     | 0    | Barcellona           |
| 20 | D    | María Pilar León          | 13 giugno 1993 (24 anni)    | 6     | 0    | Atlético Madrid      |
| 21 | D    | Leila Ouahabi             | 22 marzo 1993 (24 anni)     | 13    | 1    | Barcellona           |
| 22 | C    | Mariona Caldentey         | 19 marzo 1996 (21 anni)     | 5     | 0    | Barcellona           |
| 23 | D    | Paula Nicart              | 8 settembre 1994 (22 anni)  | 2     | 0    | Valencia             |